# Sobre-homem

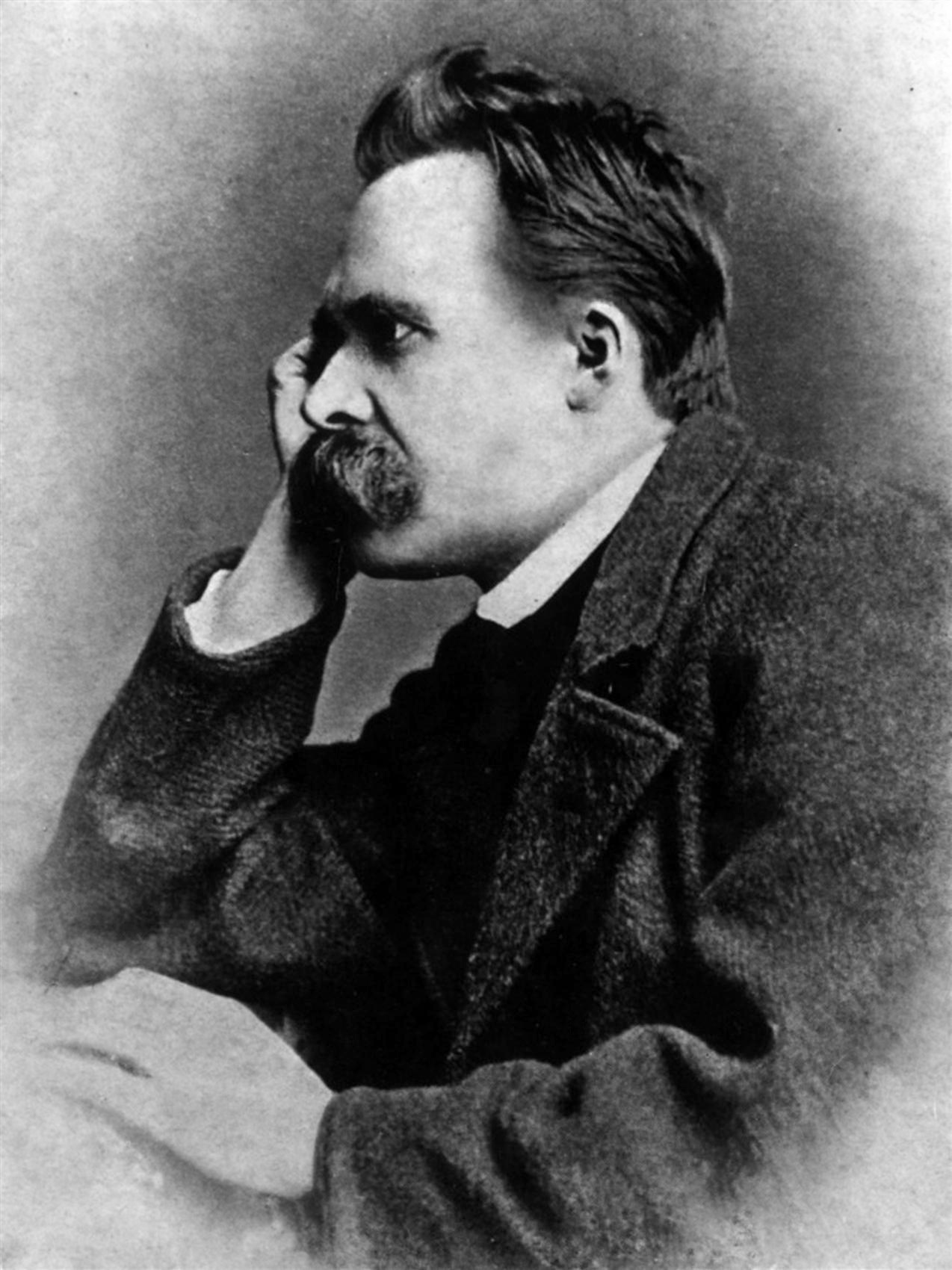
Friedrich Wilhelm Nietzsche

O termo alemão Übermensch, traduzido como sobre-homem ou super-homem, refere-se a um conceito filosófico descrito no livro Assim Falou Zaratustra (Also sprach Zarathustra), do filósofo alemão Friedrich Nietzsche.  A expressão sugere a ideia de ir além das limitações convencionais da condição humana, rompendo com valores tradicionais e normas morais que Nietzsche via como restritivas. O sobre-homem é um ser que busca a autossuperação, a afirmação da vida e a criação de sua própria ética, livre das amarras das tradições moralistas. Portanto, quando se fala em sobre-homem no contexto da filosofia de Nietzsche, refere-se a um ideal de humanidade que transcende as concepções convencionais e busca uma expressão mais plena e autêntica da existência.

## Conceito
Do ponto de vista de Friedrich Nietzsche, é tarefa do homem produzir um tipo que seja mais desenvolvido do que ele próprio. Nietzsche chama esse ser humano, que é superior aos humanos, de Übermensch - um termo que para Nietzsche tem um significado espiritual e biológico. Nietzsche usou pela primeira vez o termo Übermensch em seus primeiros escritos em referência a Lord Byron, que foi caracterizado como um sobre-homem controlador da mente”. O conceito de Übermensch aparece pela primeira vez de forma sistemática em sua obra Assim Falou Zaratustra (1883-85), mesmo que seu conceito  já tivesse sido parcialmente desenvolvido em sua obra Humano, demasiado humano. Nietzsche adotou o termo do filósofo materialista francês Helvétius, que escreveu sobre o homme supérieur (homem superior).
O sobre-homem é um conceito central na filosofia nietzschiana, introduzido em sua obra Assim falou Zaratustra. Nietzsche não definiu o sobre-homem de forma exaustiva, deixando interpretações abertas. No entanto, algumas características fundamentais incluem a ideia de transcender as limitações impostas pela moral tradicional, a busca pela autossuperação e a criação de novos valores fundamentados na vitalidade e na celebração da vida. A tradução sobre-homem é uma escolha apropriada, pois transmite a ideia de ir além das concepções convencionais de humanidade. É uma expressão que sugere a superação dos limites tradicionais do ser humano, indicando um estágio de evolução ou transformação para além das normas estabelecidas.
O conceito explica os passos através dos quais o homem pode se tornar um sobre-homem (homo superior):  por meio da transvaloração de todos os valores do indivíduo; Através da sede de poder (vontade de potência), manifestado criativamente em superar o niilismo e em reavaliar ideais velhos ou em criar novos; e de um processo contínuo de superação.
O sobre-homem foi contrastado com a ideia do "último homem", que é a antítese do Übermensch. Visto que Nietzsche não era considerado um exemplo de sobre-homem em seu tempo, (através do “porta-voz” de Zaratustra), ele declarou que havia muitos exemplos de últimos homens. Zaratustra atribui à civilização de seu tempo a tarefa de preparar a vinda do Übermensch. Na compreensão deste conceito, entretanto, tem-se que recordar a crítica ontológica de Nietzsche quanto ao assunto individual que reivindicou “uma ficção gramatical”.
É um conceito da filosofia de Friedrich Nietzsche. Em seu livro de 1883, Assim falou Zaratustra (alemão: Also sprach Zarathustra), Nietzsche faz seu personagem "Zaratustra" declarar o Übermensch como uma meta que a humanidade deve estabelecer para si mesma. O Übermensch representa uma mudança em relação aos valores cristãos sobrenaturais e manifesta o ideal humano fundamentado. O Übermensch é alguém que "atravessou" a ponte, da confortável "casa no lago" (a aceitação confortável, fácil e estúpida do que uma pessoa aprendeu e do que todos os outros acreditam) para as montanhas de inquietação e solidão.
Friedrich Nietzsche, filósofo alemão do século XIX, introduziu o conceito de sobre-homem em sua obra "Assim Falou Zaratustra" (Also sprach Zarathustra). Esse conceito desempenha um papel crucial em sua filosofia, e para entendê-lo plenamente, é importante considerar o contexto mais amplo de seu pensamento. Nietzsche era um crítico ferrenho da moral tradicional, especialmente do cristianismo, que ele via como uma religião que negava a vida e o corpo em favor de uma moral ascética que suprimia os impulsos naturais e valorizava a humildade e a resignação. O sobre-homem surge como uma resposta a essa moralidade. Nietzsche proclamou a "morte de Deus", sugerindo que as crenças religiosas e os valores tradicionais estavam perdendo sua influência na sociedade. Com a perda dessa base moral, ele viu a necessidade de criar novos valores que fossem fundamentados na existência terrena e na celebração da vida.
O sobre-homem, na filosofia, o homem superior, que justifica o existência da raça humana.  É um termo usado significativamente por Friedrich Nietzsche, particularmente em "Assim Falou Zaratustra" (1883-85), embora tenha sido empregado por J.W. von Goethe e outros. Este homem superior não seria produto de uma longa evolução; em vez disso, ele emergiria quando qualquer homem com potencial superior dominasse completamente a si mesmo e abandonasse a convencional “moralidade de rebanho” cristã para criar seus próprios valores, que são completamente enraizado na vida nesta terra. Nietzsche não teorizou nada sobre o brutal sobre-homem dos nazistas alemães, pois seu objetivo era um “César com a alma de Cristo”. George Bernard Shaw popularizou o termo “super-homem” em sua peça Homem e Super-Homem (1903).
O conceito de sobre-homem está ligado à ideia de autossuperação e à "vontade de potência" de Nietzsche. Ele propôs que os indivíduos deveriam buscar constantemente superar-se, ultrapassar limites convencionais, abraçar a individualidade e expressar plenamente sua singularidade. Para Nietzsche, o sobre-homem não era um ser fixo ou uma meta a ser alcançada, mas um processo de tornar-se, uma evolução constante. Ele via o potencial humano como ilimitado e encorajava a criação de novos valores que surgissem de uma compreensão autêntica da natureza humana, livre dos preconceitos morais tradicionais. O filósofo argumentava pela "transvaloração de todos os valores", uma reinterpretação radical que desafiaria as normas estabelecidas e permitiria a emergência de uma nova ética baseada na vitalidade, na criatividade e na afirmação da vida. O sobre-homem representa, assim, um indivíduo que é capaz de criar seus próprios valores, que não está preso às normas impostas pela sociedade ou tradição. Esse ser além do convencional é ousado o suficiente para forjar seu próprio caminho, determinando seus próprios propósitos e significados na vida.
O sobre-homem tem como qualidades principais a faculdade de esquecer e a afirmação da lei do eterno retorno. Já a terceira qualidade que complementa estas duas é a importância que atribui ao que existiu e o desejo de ocorrência por toda a eternidade do que foi vivido. Essa terceira qualidade é denominada amor fati, amor ao destino, e significa que não deve haver arrependimento do homem na vivência de seus valores. Nietzsche defende que em toda cultura o indivíduo coexiste com duas morais básicas, ou seja, a moral aristocrática (moral dos senhores ) e a moral dos escravos (moral de rebanho). Nietzsche, essencialmente, contradiz as ideias de moral apresentadas por Aristóteles e também por Platão, respectivamente, as ideias morais de um cosmos ordenado e a de uma forma ideal de Bem. Em outras palavras, Nietzsche destrói toda e qualquer forma de "ideal" ao dizer que o sobre-homem vive na vida, de forma real e na maneira que ela se apresenta a ele, sem muletas metafísicas, com as dores e todas a limitações de ser um humano.

## História do conceito
A primeira criação da palavra é conhecida como "hyperanthropos" e foi utilizada já no século I a.C. por Dionísio de Halicarnasso em 500 a.C. Luciano empregou o termo no século II d.C., mas ironicamente, para ridicularizar os poderosos do mundo, sugerindo que seriam reduzidos ao seu tamanho natural no reino dos mortos. O conceito de Übermensch surgiu pela primeira vez em alemão em uma carta de Hermann Raab, Provincial da Província Dominicana Saxônica, em 1527, onde era utilizado como uma espécie de termo pejorativo para referir-se aos "luteranos" que compreendiam o Reino de Deus de maneira puramente espiritual.
O sobre-homem desempenha um papel central na Divina comédia de Dante. O hapax legomenon "transumanar" (uma criação de palavras de Dante, derivada do latim "trans", significando "através" ou "sobre", e "humano") é particularmente destacado no "Paradiso" (mencionado no Canto I, 70), desempenhando um papel crucial no enredo. Analogias podem ser traçadas na desafiadora deificação de Glauco, conforme encontrada nas "Metamorfoses" de Ovídio (7.219; 13.898 - 14.74). Em Ovídio, Glauco, um pescador mortal, ao consumir uma erva mágica, torna-se imortal, mas sofre uma transformação física, com o crescimento de nadadeiras e a regressão de braços e pernas, o forçando a viver eternamente no mar. Na obra de Dante, o conceito de sobre-homem não representa apenas uma mudança física, mas simboliza a transcendência do ser humano, deixando para trás suas condições existenciais em direção ao divino. Em contraste com o próprio Dante, que é um peregrino na jornada, as experiências sobre-humanas não são vivenciadas neste mundo, mas sim na vida após a morte. Essa ideia sugere uma evolução espiritual e uma busca pela divindade além das limitações terrenas.
É certo que Dante foi profundamente influenciado pelos escritos do Pseudo-Dionísio Areopagita, especialmente nas expressões como "super hominem", "ultra hominum modum", e "superhumanus", que frequentemente aparecem em traduções latinas. No entanto, é possível identificar também possíveis fontes de inspiração linguística em figuras como Tomás de Aquino, Agostinho e Mateus. Curiosamente, embora o termo sobre-homem tenha sido usado de maneira pagã sob Luciano, sua adoção no contexto cristão ocorreu pela primeira vez com o profeta Montano, falecido em 178. Ernst Benz detalhou minuciosamente que o conceito de sobre-homem já estava bem desenvolvido na teologia da Igreja, séculos antes da propagação do pathos anticristão de Nietzsche. Isso evidencia que o termo já possuía uma conotação teológica muito antes de sua associação mais conhecida com as ideias do filósofo alemão.  O teólogo Heinrich Müller, entre outros, abordou o conceito de sobre-homem em sua obra "Geistliche Erquickungsstunde" (1664). Johann Gottfried von Herder e o filósofo indiano Sri Aurobindo também discutiram o termo, cada um atribuindo-lhe significados distintos. Johann Wolfgang von Goethe utilizou a expressão novamente, desta vez de forma irônica, em sua tragédia "Fausto I": "Que horror lamentável o sobre-homem tem reservado para você!", declara o espírito da terra. Fausto é, na verdade, apenas "um verme terrivelmente retorcido". Goethe detalha essa perspectiva no poema "Apropriação".
No romance Crime e castigo (1866) do escritor russo Dostoiévski, a ideia do personagem principal, Raskolnikov, serve como precursora do conceito de Nietzsche de um sobre-homem chamado para governar. Raskolnikov, que sonha em emular Napoleão, acaba caindo na armadilha do autoengano. Sua ruína se torna evidente quando tenta assumir o papel de um super-homem divino, tomando decisões sobre o bem e o mal. Ele reconhece que o verdadeiro mestre do crime foi Napoleão, admitindo: "Sou tão insignificante quanto qualquer outro." Dostoiévski, assim, condena o sentimento de poder e o princípio individualista presentes na busca de Raskolnikov.
Theodor Fontane aborda de forma crítica o termo em seu romance "Der Stechlin" (1897), no qual o velho Stechlin comenta: "Agora, o chamado Übermensch foi estabelecido em vez do ser humano real; na verdade, existem apenas sub-humanos, e às vezes são esses que você realmente deseja transformar em sobre-homens. Li sobre pessoas assim e vi algumas também. É uma sorte que, na minha opinião, sejam sempre personagens decididamente cômicos; caso contrário, poderíamos nos desesperar."

## A moral aristocrática e do rebanho
Ao longo da história, segundo Nietzsche, teriam prevalecido diferentes morais. Na Roma Antiga predominou a moral aristocrática (moral dos senhores), enquanto que, a partir da ascensão do cristianismo, até o século XIX, dominou, ou saiu vencedora, a moral dos escravos. Apesar de considerar a moral dos escravos inferior à moral dos senhores por várias razões, isso não significa que Nietzsche não reconheça o papel desempenhado por essa moral na construção do homem moderno, além da possibilidade de desempenhar igual papel na superação dessa moral. Uma das críticas à moral dos escravos (moral platônico-cristã, ou moral da compaixão) é que ela se apresenta como moral universal, válida para todos os indivíduos. Esse caráter absoluto da moral do não egoísmo prejudicaria os homens fortes, na medida em que sua aplicação não é adequada para tais tipos de homens.
A moral dos escravos só seria adequada aos homens fracos, àqueles que defendem os valores da compaixão, do não egoísmo, da bondade, justiça e da fraqueza. Em segundo lugar, a moral dos escravos constitui-se em uma moral negativa da vida e dos valores afirmativos da vida, os quais foram criados pelos nobres. Como a nobreza e seus valores representam uma ameaça para a existência dos fracos, a moral platônico-cristã inverte os valores nobres e os valora como negativos, estimando-os como nocivos à vida em geral, quando eles são nocivos apenas à vida dos escravos. Os valores aristocráticos (nobres), como a coragem, honra, força e crueldade, são afirmativos da vida e existem por si só, não constituindo uma reação aos valores preconizados pela moral dos escravos.
No entanto, apesar da moral escrava ser uma moral reativa, que exprime uma reação à moral dos senhores (que é moral afirmativa da vida), ela também é criadora de valores, porquanto também expressa vontade de poder em ação, mesmo que seja a vontade de poder dos mais fracos. O fato dessa moral platônico-cristã ter predominado nos últimos dois mil anos não significa que ela predomine para sempre na cultura ocidental. Ao contrário, elementos (valores) como inteligência, astúcia e uma certa espiritualidade, características desenvolvidas ao extremo na moral dos escravos, permitem vislumbrar uma superação dessa moral por um sobre-homem que combine tais características com os valores já citados da moral dos senhores.
Esse espírito livre, um tipo mais elevado de homem, que combina valores da moral dos senhores e da moral dos escravos, tem como qualidades básicas oriundas da moral dos nobres a coragem, honra, beleza, força e crueldade, além de ter como qualidades da moral dos escravos a inteligência, astúcia e uma certa espiritualidade. Importante salientar que Nietzsche não afirma que a superação da moral escrava, com o desenvolvimento de um determinado tipo de homem cuja base seja o aristocrata e o cume seja o espírito livre, o que supõe as condições propícias para a sua existência e crescimento, implique no fim da moral escrava. A moral da compaixão, segundo Nietzsche, continuará a vigorar nas relações entre os escravos e como contraponto das morais afirmativas. A pluralidade de morais, seja a existência de morais afirmativas, seja reativas, é considerada uma condição propícia para o nascimento de um novo tipo de homem, denominado por Nietzsche sobre-homem.
Além disso, a moral dos espíritos livres não é uma moral dogmática. Ela pode e deseja coexistir com outras morais, inclusive morais contraditórias ou reativas, como a moral para os homens inferiores ou escravos de algum tipo, moral da compaixão ou do não egoísmo, que se condensa na moral platônico-cristã. Se a moral platônico-cristã (moral do rebanho) enfraquece ou degrada o homem, isso se deve ao fato que a moral para espíritos livres expressa uma vontade de poder ativa, afirmação da vida e de valores superiores, sendo que a moral da compaixão expressa uma vontade de poder reativa. De fato, como afirma Oswaldo Giacoia Junior, a debilidade dos fracos (escravos) é de caráter ontológico, repousando numa fraqueza ou enfermidade da vontade que quer o nada, em lugar de estar em harmonia com a afirmação da vida. Assim, a debilidade dos fracos não se fundamenta na força física, nem na dominação com base em riqueza econômica, situação de classe social ou poder político.
Em linhas gerais, Nietzsche defende uma moral pluralista e não universalista, sendo que há uma moral para os homens elevados e uma moral para os homens medíocres. Contudo, individualmente, o homem pode, mediante o cultivo disciplinado de suas qualidades, atingir o estado de um homem superior, do próprio sobre-homem, visto que o homem é uma meta, uma ponte para algo além dele.
Para Rüdiger Safranski, o sobre-homem representa um tipo biológico superior alcançado através da seleção artificial e ao mesmo tempo é também um ideal para quem é criativo e forte o suficiente para dominar todo o espectro do potencial humano, o bem e o “mal”, para se tornar um "artista-tirano". Em Ecce Homo, Nietzsche negou veementemente qualquer interpretação idealista, democrática ou humanitária do sobre-homem: "A palavra sobre-homem [designa] um tipo de realização suprema, em oposição aos homens 'modernos', aos homens 'bons', aos cristãos e a outros niilistas [ ...] Quando sussurrei nos ouvidos de algumas pessoas que seria melhor procurarem um Cesare Borgia do que um Parsifal, eles não acreditaram no que ouviram."  Safranski argumenta que a combinação de orgulho guerreiro implacável e brilho artístico que definiu o Renascimento italiano incorporou o sentido do sobre-homem para Nietzsche. De acordo com Safranski, Nietzsche pretendia que a figura ultra-aristocrática do sobre-homem servisse como um bicho-papão maquiavélico da classe média ocidental moderna e do seu sistema de valores igualitários pseudocristãos.

## Transvaloração e condições para o surgimento do espírito livre
Nietzsche chama atenção para o fato de que a moral afirmativa pode ser dominante mesmo quando o novo tipo de homem seja minoria, pois o que interessa é a vontade de poder dominante, que ela seja ativa em lugar de reativa. Na verdade, é raro que se criem as condições para que floresçam homens fortes, destacados, espíritos livres, e pode acontecer que não se obtenha um grande número desse tipo especial de homem. Todavia, o que Nietzsche pretende é que haja experiências morais que possibilitem a criação do sobre-homem, tal como foi possível com o advento da sociedade romana ou a aparição de determinadas figuras públicas (Napoleão, César Bórgia, Wagner e Goethe) ao longo da história. Num determinado sentido Nietzsche distingue o sobre-homem ou espírito livre, do homem designado homem superior.
O homem superior é aquele que se livra dos erros mais comuns das representações da moral dos escravos, além das concepções da religião e da metafísica. Já o sobre-homem designa um estágio posterior em que tal ser está livre de toda moral legisladora, que o obriga a agir segundo tal lei moral, que inclusive é anterior ao indivíduo e tem fundamentos religiosos e metafísicos. A transvaloração de todos os valores implica que a lei moral deve ter por função o engrandecimento do homem, invertendo os valores da moral platônico-cristã, de modo que o espírito livre esteja além do bem e do mal. A lei moral deixa de ser algo dado a priori e cujo descumprimento implica na imposição de um castigo para o homem.
A transvaloração de todos os valores significa que o dever e a verdade, bem como a relação culpa/castigo devem ser abandonados, a fim de que o espírito livre seja senhor de si mesmo e de suas virtudes afirmativas. O espírito livre é expressão da transvaloração de todos os valores, não havendo um querer livre sem a inversão dos valores da moral platônico-cristã e a depreciação da moral em geral. O espírito livre deve ser livre em relação a toda lei moral , na medida que a moral só se justifica na concretização desse tipo de homem mais elevado. Tal tipo de homem (espírito livre), como se viu, afirma ao máximo os valores e virtudes superiores, valores que podem resultar de uma certa combinação dos valores inerentes à moral aristocrática e à moral dos escravos. A perspectiva de Nietzsche não implica, igualmente, que os homens inferiores (que praticam a moral dos escravos em lugar da moral dos senhores) não possam tornar-se espíritos livres. Comandar e obedecer não são atributos fixos e imutáveis. O homem que obedece pode em outro momento comandar. O que Nietzsche afirma é que o homem elevado (especialmente o espírito livre) é mais raro de florescer, o que se justifica pelos enormes antagonismos de suas características, gerando uma forte tensão.
A debilidade dos fracos como sendo ontológica (como visto acima) irá resultar em que regimes políticos como a democracia e o socialismo, mesmo que promovendo igualdade em vários níveis, não podem suprimir a desigualdade no plano da vontade de poder. Ou seja, esses regimes não podem dar condições ao surgimento de espíritos livres. As dificuldades para o florescimento destes em grande número, em um povo ou uma cultura, não significa que não possam aparecer em pequeno número nas formações sociais mais variadas e a sua superioridade fará com que comandem os mais fracos, a maioria, no plano político.
A humanidade não deveria combater mas proteger esses exemplares mais destacados, em lugar da proteção do homem comum, medíocre, o homem de rebanho. Proteger o homem forte e seus valores afirmativos não significa que se deva impedir condições favoráveis para que o homem fraco também manifeste uma vontade de poder ativa.  Apesar de mencionar que o sobre-homem necessita de uma sociedade aristocrática (como a Roma Antiga) para o seu florescimento, pode defender-se que o socialismo e a democracia criam condições materiais para que um número maior de pessoas concretizem os valores da força, inteligência e uma certa espiritualidade, valores típicos da moral do sobre-homem. Nesse sentido, uma certa igualização do exercício do poder, que pode ser promovida pelo socialismo e democracia, não significa enfraquecimento do homem, visto que a questão fundamental é o exercício da vontade de poder ativa.

## Vontade de potência e a morte de Deus
A possibilidade de um homem livre e elevado, acima de toda moral, implicava a superação da moral platônico-cristã, daí a noção de que há que este homem surge após a proclamação da morte de Deus e da abertura de todo um caminho de possibilidades e perspectivas efetivamente humanas. Não há, entretanto, qualquer obrigatoriedade de surgimento do sobre-homem, na medida em que ele se apresenta como uma possibilidade remota, muito mais difícil de ocorrer que a do homem mediano, inferior, medíocre, que acredita em uma moral universal e em Deus.
O sobre-homem, o espírito livre, precisa de condições específicas para a sua emergência. E a mais importante delas é a existência de homens inferiores que cultivem um tipo de vida de declínio, de fraqueza, tipo de vida que se opõe e resiste ao tipo de vida praticado pelo homem superior. Assim, Nietzsche não luta para a aniquilação dos ideais cristãos, na medida que a força desses ideais é necessária para opor resistência aos ideais aristocráticos e inclusive aos ideais da nova moral futura.
A motivação de Nietzsche ao dizer que Deus está morto pode ser interpretado como o pensamento teológico cristão esquecido no passado, ou seja, da maneira de pensar centrada em Deus. Somente sendo capaz de criar seus próprios valores um homem pode tornar-se um sobre-homem. O ponto de partida para essa transvaloração do homem é a destruição do cristianismo, que deu início às formas de pensamento igualitarista que por fim teriam destruído o Império Romano, e que agora forças semelhantes operam na modernidade através de doutrinas como o comunismo.
Esse "amolecimento dos sentimentos" era uma afirmação de medo diante da vida, o fraco exalta as virtudes da compaixão porque sabe que depende desta para existir. E a tendência metafísica do cristianismo seria uma fuga da própria realidade, uma negação da vida. O homem deveria parar de esperar que as pessoas que os importunam sejam punidas em uma outra vida, ou esperar serem recompensados após a morte. Deveriam abraçar este mundo e agir neste, seria a única forma de enfrentar o niilismo após a morte de Deus, pois quando o homem estivesse sozinho teria muita dificuldade em encontrar um significado na vida.
A irmã de Nietzsche, que o acompanhou nos seus últimos tempos de vida, ofereceu a bengala de Nietzsche a Hitler. Isso gerou um mal-entendido acerca da pretensa associação de Nietzsche à causa nazista. Nietzsche sempre desaprovou o antissemitismo, que fazia parte da cultura alemã há séculos. No entanto tinha uma visão política aristocrática, dividia os homens entre superiores e inferiores e, enquanto filósofo, nas primeiras décadas do século XX, fazia parte do repertório intelectual reacionário. Em nenhum momento foi um nacionalista alemão, sua defesa da aristocracia parecia se tratar de um estágio primitivo da natureza humana, não da formação de um Estado moderno.

### A morte de Deus e a criação de novos valores
Zaratustra estabelece uma conexão profunda entre o conceito de sobre-homem e a morte de Deus. A expressão máxima dos valores do outro mundo e seus instintos subjacentes estava encapsulada na crença em Deus, que, por algum tempo, conferiu sentido à vida. A proclamação "Deus está morto" de Nietzsche sinaliza o colapso dessa fonte de valores. Isso implica que a ideia de Deus não pode mais fornecer alicerces para os princípios que norteiam a existência. O filósofo alemão caracteriza essa transformação fundamental como uma reavaliação de valores, uma mudança de paradigma crucial. Para evitar cair de volta no idealismo ou no ascetismo platônico, a criação desses novos valores não pode ser motivada pelos mesmos instintos que originaram as antigas tabelas de valores. Em vez disso, Nietzsche argumenta que esses novos valores devem ser impulsionados pelo amor a este mundo e à vida. Ao diagnosticar o sistema de valores cristão como uma reação contraproducente à vida, em certo sentido destrutivo, Nietzsche destaca que os novos valores, pelos quais o sobre-homem será responsável, devem ser afirmadores da vida e criativos, conforme delineado na afirmação nietzschiana. O sobre-homem é, portanto, considerado perfeito ao compreender e incorporar esse novo conjunto de valores, uma vez que transcendeu todos os obstáculos humanos. Nietzsche concebe o sobre-homem como uma figura que não apenas supera a obsoleta moralidade tradicional, mas também como alguém capaz de gerar e promover valores que celebram a vitalidade e a criatividade, rompendo com as limitações impostas pelo antigo sistema de crenças. Nesse contexto, o sobre-homem emerge como uma síntese revolucionária, capaz de liderar a humanidade em direção a uma compreensão mais autêntica e vibrante da existência.

## Mundanidade
Friedrich Nietzsche, renomado filósofo alemão do século XIX, introduz de maneira impactante o conceito de sobre-homem como uma resposta contundente à visão cristã do além (paraíso). No contraste entre as duas perspectivas, expressas por Zaratustra, Nietzsche destaca a vontade do sobre-homem em atribuir significado à vida na terra. O filósofo adverte seu público contra as promessas de realização em um outro mundo, frequentemente feitas pelo Cristianismo, enfatizando a importância de permanecer conectado e comprometido com a existência terrena. Ao abordar a fuga cristã desse mundo, Zaratustra aponta para a criação de uma narrativa que implica na existência de uma alma imortal separada do corpo material. Essa dicotomia entre corpo e alma conduziu, segundo Nietzsche, à prática da abnegação e mortificação do corpo, conhecida como ascetismo. Nesse contexto, Zaratustra estabelece uma ligação crucial entre o sobre-homem e o corpo, desafiando a concepção dualista da alma como uma entidade separada do corpo. Para Zaratustra, a alma é entendida como simplesmente um aspecto intrínseco e inseparável do corpo. Essa perspectiva nietzschiana busca subverter as ideias tradicionais que propõem uma dualidade entre o terreno e o espiritual, enfatizando a importância de encontrar significado e plenitude na existência terrena, em oposição à busca de realizações em um suposto outro mundo. O filósofo alemão, por meio de Zaratustra, desafia as normas estabelecidas e incita a uma reinterpretação radical da relação entre corpo, alma e a busca por sentido na vida.

## Imoralismo e biologismo
Segundo Nietzsche, o objetivo da humanidade não reside no futuro ou no bem-estar geral das espécies atualmente existentes, mas nos “espécimes mais elevados” que continuam a aparecer, ou seja, o sobre-homem. Esta posição filosófica resulta na sua rejeição da interpretação “idealista” do conceito e na avaliação positiva de pessoas imoralistas no poder que lutam pela grandeza, como Alcibíades, Júlio César, César Bórgia ou Napoleão Bonaparte. Ele escreveu em Ecce homo (1888):
“A palavra sobre-homem para descrever um tipo do mais alto nível de bem-estar, em contraste com as pessoas 'modernas', com as pessoas 'boas', com os cristãos e outros niilistas - uma palavra que, na boca de Zaratustra, o destruidor da moralidade, é uma palavra muito cuidadosa - tem sido entendida em quase todos os lugares com completa inocência no sentido daqueles valores cujo oposto foi trazido à luz na figura de Zaratustra: isto é, como um tipo 'idealista' de um tipo superior de ser humano, meio 'santo', meio 'gênio' [...] Andres aprendeu que Hornvieh suspeitava de mim do darwinismo em seu nome; Até mesmo o “culto do herói” daquele grande falsificador, Carlyles, que tão maliciosamente rejeitei, foi reconhecido nele. Quem quer que tenha sussurrado em seu ouvido que deveria procurar um Cesare Borgia em vez de um Parsifal não acreditou no que estava ouvindo.
Além do idealismo, Nietzsche também rejeita a ligação com o darwinismo. No entanto, como argumenta Rüdiger Safranski, por exemplo, os escritos de Nietzsche contêm certamente abordagens biológicas darwinianas, muitas vezes combinadas com ideias sobre eugenia. Já em Zaratustra, Nietzsche compara o desenvolvimento do macaco ao homem com o desenvolvimento do homem ao sobre-homem. Num caderno de 1884, Nietzsche escreveu que o “homem futuro” deveria ser moldado através da criação e da “destruição de milhões de malfeitores”.
Na Genealogia da Moral (1887) existe a ideia de que a humanidade como massa poderia ser sacrificada pela prosperidade de uma espécie humana única e mais forte. O objetivo é criar uma casta dominante que seja chamada a governar a Europa. Por fim, em Ecce Homo fala do “Partido da Vida”, que se encarrega da melhoria do ser humano e da destruição de tudo o que é “degenerado” e “parasitário”. Safranski conclui: “A imagem do sobre-homem de Nietzsche é ambivalente e há um drama existencial oculto nela. O sobre-homem representa um tipo biológico superior; ele poderia ser o produto de uma criação proposital; Mas é também um ideal para quem quer ganhar poder sobre si mesmo e cultivar e desenvolver as suas virtudes, que é criativo e sabe usar toda a gama do pensamento, da fantasia e da imaginação humana. O sobre-homem realiza a imagem completa do que é humanamente possível, e é por isso que o sobre-homem de Nietzsche é também uma resposta à morte de Deus.” 

## Como objetivo
Zaratustra apresenta o sobre-homem não apenas como um conceito abstrato, mas como um objetivo tangível que a humanidade pode se esforçar para alcançar. Ele proclama que toda a vida humana pode adquirir significado ao contribuir para o avanço e a manifestação de uma nova geração de seres humanos que personificam o sobre-homem. Nesse sentido, a busca por esse ideal torna-se um propósito fundamental que permeia todos os aspectos da existência. A visão de Zaratustra é tão abrangente que até mesmo os relacionamentos humanos são influenciados por essa meta transcendental. Por exemplo, a aspiração de uma mulher é julgada não apenas pelo padrão convencional, mas pela possibilidade de dar à luz um sobre-homem. Essa nova abordagem redefine os critérios pelos quais a humanidade avalia seus próprios feitos e relações, elevando o sobre-homem a um padrão que orienta as aspirações individuais e coletivas.
Zaratustra contrapõe o sobre-homem ao conceito do último homem degenerado na modernidade igualitária. O último homem é apresentado como uma alternativa objetiva, um objetivo antitético ao espírito do sobre-homem. Ele simboliza uma decadência de aspirações, uma visão sufocante que contrasta vividamente com a vitalidade e a busca por grandeza do sobre-homem. Alguns comentaristas relacionam o sobre-homema um possível programa de eugenia, sugerindo que a busca por essa superação humana pode influenciar as escolhas reprodutivas e a promoção de características consideradas desejáveis para o avanço da humanidade. Esse aspecto adiciona uma dimensão ética e prática à visão de Zaratustra, expandindo ainda mais o alcance do sobre-homem como um objetivo que transcende os limites filosóficos para se manifestar na realidade concreta da evolução humana.

## Eterno retorno, vontade de poder e niilismo
O conceito sobre-homem está intrinsecamente ligado a outro elemento-chave de sua filosofia: o eterno retorno. Enquanto o sobre-homem é apresentado como uma meta transcendental para a humanidade, o eterno retorno oferece uma perspectiva cíclica e repetitiva da existência. Esses dois conceitos coexistem no universo filosófico nietzschiano, mas há interpretações sobre como eles se relacionam. Laurence Lampert propõe uma interessante perspectiva ao sugerir que, em determinado momento, o eterno retorno pode assumir uma posição proeminente e até mesmo substituir o sobre-homem como objeto de séria aspiração. O eterno retorno implica a ideia de que a vida e todos os eventos que a compõem são destinados a se repetir infinitamente. Nesse contexto, a busca pelo sobre-homem pode ser vista como uma tentativa de transcender a monotonia desse ciclo e alcançar uma existência que se destaque pela singularidade e grandeza.
A relação entre o sobre-homem e o eterno retorno pode ser interpretada de diferentes maneiras. Alguns sugerem que a busca pelo sobre-homem é uma resposta ao desafio imposto pelo eterno retorno, uma tentativa de criar significado e valor em meio à repetição constante. Outros veem o eterno retorno como um teste para a autenticidade e substância das realizações do sobre-homem - se as conquistas são verdadeiramente grandiosas, elas resistirão ao teste do retorno infinito. Essa relação complexa entre o sobre-homem e o eterno retorno adiciona camadas de profundidade à filosofia de Nietzsche, destacando a interconexão entre os diversos conceitos que permeiam sua obra. Enquanto o sobre-homem representa uma busca por superação e transcendência, o eterno retorno lança um desafio existencial, convidando a reflexão sobre como construir significado e valor em meio à repetição interminável.
Nietzsche inicialmente conecta a ideia de vontade de poder com sua ideia de eterno retorno. A ideia de recorrência eterna afirma que todos os eventos no universo se repetirão para sempre, uma vez que existe um tempo infinitamente longo, mas apenas um número finito de estados possíveis do mundo. Isso significa que todos os estados possíveis já ocorreram e o estado atual representa uma repetição.Tudo o que uma pessoa vivencia já foi vivenciado um número infinito de vezes e será vivenciado novamente um número infinito de vezes. Pensar esse pensamento é a coisa mais difícil para Nietzsche. Somente aqueles que são capazes de suportá-lo, ou seja, isto é, integrá-lo na interpretação da própria vida prova ser um super-homem e assim supera o niilismo do eterno retorno. Num ato de incorporação completa, o sobre-homem identifica-se com o Eterno Retorno. Além disso, o sobre-homem também possui excesso de força vital e vontade de poder, o que lhe permite ter autocontrole e autodesenvolvimento especiais. Ele representa, portanto, uma afirmação radical da vida como contraproposta ao niilismo. Ele é, portanto, considerado o vencedor do niilismo. Ele é o criador de novos valores (mais produtivos), que extrai de si mesmo e que, em vez dos valores transcendentes anteriormente destruídos ou negados pelo niilismo (Deus, religião, dogmas morais e epistemológicos eternos e indubitáveis), são agora imanentes e orientados para a vida encontram uma correspondência que serve à vida. Nessa perspectiva, o sobre-homem não seria uma nova espécie que segue o chamado “Último Homem” de Nietzsche, mas emerge do ser humano individual que se superou.

## Crítica metafísica e o conceito de sobre-homem
Resta acrescentar que a interpretação filosófica mais recente de Nietzsche, para além das tendências idealistas, biológicas ou existenciais, coloca o conceito de sobre-homem no contexto da crítica de Nietzsche ao conhecimento e à metafísica. Assim, toda a filosofia de Nietzsche deve ser entendida a partir da perspectiva da sua crítica fundamental do “geral”. Em contraste, ele queria afirmar o “indivíduo” que tende a ser excluído na nossa cultura de pensamento predominantemente platónica, na filosofia, nas ciências e na ética. Esta foi também a base da crítica moral de Nietzsche, porque, na sua opinião, a ética generalizante apresenta ações, comportamentos e motivos como “iguais” que na verdade não são os mesmos, ou seja, isto é, suprime violentamente o que - segundo Nietzsche - é apenas real, nomeadamente o indivíduo. Nietzsche contrasta, portanto, o empirismo histórico com o individualismo – que é, claro, também radicalmente exagerado.  Analogamente, o conceito de além-homem pode ser entendido como o desenho de um mundo mental no qual os indivíduos humanos não precisam mais ser entendidos sob termos gerais e equalizadores como “humano”. A crítica de Nietzsche é que subsumir os indivíduos a um termo esquemático como “humano” os torna “iguais” de uma forma injustificada e violenta, embora, como indivíduos, eles não possam realmente ser levados a um denominador comum, mas sejam completamente diferentes uns dos outros. A partir desta perspectiva, reconhecidamente muito seletiva, também é possível entender por que não existe uma “definição” rígida do sobre-humano em nenhum lugar de Nietzsche, uma vez que o termo apenas aponta para um objetivo de pensamento que não pretende consistir em um novo “ igualdade” entre indivíduos a ser definida sob uma determinada definição.

## Anarquismo
O pensamento de Nietzsche teve uma influência importante nos autores anarquistas. Spencer Sunshine declarou: "Houve muitas coisas que atraíram os anarquistas para Nietzsche: seu ódio ao Estado; sua repulsa pelo comportamento social impensado dos “rebanhos”; seu anticristianismo; a sua desconfiança relativamente aos efeitos do mercado e do Estado na produção cultural; seu desejo de um sobre-homem – isto é, de um novo ser humano que não deveria ser nem senhor nem escravo; seu elogio ao eu extático e criativo, tendo como protótipo o artista, que poderia dizer “sim” à autocriação de um novo mundo baseado no nada; e a sua promoção da “transvalorização de valores” como fonte de mudança, em oposição a uma concepção marxista da luta de classes e à dialética da história linear."
No prefácio de sua famosa coleção Anarquismo e Outros Ensaios, a influente anarquista americana Emma Goldman defende tanto Nietzsche quanto Max Stirner de ataques dentro do anarquismo quando diz que "A tendência mais desanimadora entre os leitores é arrancar uma frase de uma obra como critério para as ideias ou a personalidade do autor. Friedrich Nietzsche, por exemplo, é considerado um odiador dos fracos porque acreditava no sobre-homem. Não ocorre aos intérpretes superficiais deste espírito gigante que esta visão do Super-Homem também apelou a um estado de sociedade que não produza uma raça de fracos e escravos."
Sunshine diz que “os anarquistas espanhóis também misturaram a sua política de classe com a inspiração nietzschiana”. Murray Bookchin, em The Spanish Anarchists, descreve o proeminente membro catalão da CNT, Salvador Seguí, como “um admirador do individualismo nietzschiano, a supercasa à qual ‘tudo é permitido’”. Bookchin até descreve a reconstrução da sociedade pelos trabalhadores como um projeto nietzschiano em sua introdução ao livro de Sam Dolgoff de 1973, The Anarchist Collectives. Bookchin diz que "Os trabalhadores devem ver-se como pessoas, não como seres de classe; como personalidades criativas, não como "proletários", como indivíduos que se autoafirmam, não como "massas"...[o] componente econômico deve ser humanizado precisamente trazendo uma "afinidade de amizade" para o processo de trabalho, reduzindo o papel dos o trabalho árduo na vida das pessoas, na verdade através de uma completa “reavaliação de valores” (para usar a expressão de Nietzsche) em termos de produção e consumo, bem como de vida social e pessoal."

## Uso pelo nazismo
O termo Übermensch, cunhado por Nietzsche, foi lamentavelmente apropriado e distorcido durante o período nazista na Alemanha. Hitler e o regime nazista adotaram o conceito para promover uma visão distorcida de superioridade racial, especificamente associada à suposta superioridade da raça ariana ou germânica. Essa interpretação deturpada do Übermensch tornou-se uma base filosófica para as ideias nazistas, alimentando a construção de uma narrativa que buscava justificar a dominação e a escravidão de outros grupos étnicos e raciais. A noção nazista de raça superior não apenas distorceu o conceito de Übermensch, mas também deu origem à perigosa categorização de "humanos inferiores" (Untermenschen), que eram considerados como alvos de discriminação, opressão e até mesmo genocídio. É crucial ressaltar que Nietzsche não endossava tais ideias e, de fato, criticava tanto o antissemitismo quanto o nacionalismo alemão em sua obra.
É interessante notar que nos últimos anos de sua vida, Nietzsche desafiou as doutrinas nacionalistas e, ironicamente, começou a acreditar que tinha ascendência polonesa, não alemã. Suas declarações indicam uma rejeição consciente das narrativas nacionalistas e uma negação das ideias que seriam posteriormente associadas ao nazismo. Nietzsche, inclusive, expressou seu desdém pelo antissemitismo, indo ao ponto de afirmar que "mandaria fuzilar todos os antissemitas". É importante reconhecer que Nietzsche morreu décadas antes do reinado de Hitler, e a manipulação de suas palavras foi em grande parte realizada por sua irmã, Elisabeth Förster-Nietzsche, que distorceu os ensinamentos do filósofo para acomodar suas próprias visões nacionalistas e anti-semitas. O legado de Nietzsche foi, assim, manipulado e instrumentalizado para justificar atrocidades que eram contrárias ao verdadeiro espírito de sua filosofia.
O lado biologista e imoralista do conceito sobre-humano de Nietzsche ofereceu ao Nacional-Socialismo a oportunidade de equiparar os seus ensinamentos à ideologia humana dominante no sentido do modelo social Nacional-Socialista. A rejeição de Nietzsche ao nacionalismo foi ignorada pelos nazistas. A irmã de Nietzsche, Elisabeth Förster-Nietzsche, desempenhou um papel significativo nesta interpretação. Sob a influência de seu marido Bernhard Förster, um anti-semita radical, em contraste com o próprio Nietzsche, ela estava próxima dos círculos étnico-nacionais. Entretanto, o antitermo subumano usado pelos nacional-socialistas não é encontrado em parte alguma das obras de Nietzsche. Em contraste com o sobre-homem, Zaratustra descreve o Último Homem em Assim Falou Zaratustra como cansado da vida, desinteressado e letárgico.

## Albert Schweitzer
Albert Schweitzer usou o termo em sua discussão sobre filosofia cultural na década de 1920 para dar uma olhada postura crítica contra a arrogância humana, especialmente quando se utilizam tecnologias em larga escala: “O poder sobre as forças da natureza é uma conquista da cultura que passou a ser treinada. A pessoa culta que o adquiriu pode utilizá-lo. Mas o facto de o neoprimitivo rejeitar o espiritual da cultura e reter o material criado pelo espiritual e, portanto, querer dispor do poder sobre-humano adquirido pelas pessoas civilizadas numa mentalidade primitiva, como se isso fosse evidente, é algo monstruoso. . […] É como confiar o leme de um transatlântico a alguém que dirigia uma canoa, a alguém que dirigia sua canoa equipada com uma pequena vela.” 
Em seu discurso sobre o Prêmio Nobel em 1954, ele usou o termo novamente da mesma forma “Mas o sobre-homem sofre de uma imperfeição mental fatal. Ele não consegue reunir a racionalidade sobre-humana que deveria corresponder à posse de um poder sobre-humano. […] O que deveríamos realmente tomar consciência e deveríamos ter percebido há muito tempo é que nós, como sobre-humanos, nos tornamos inumanos.” 

## Leon Trotsky
Na sua obra Literatura e Revolução (1924), o revolucionário soviético Leon Trotsky criou a fantasia de viabilidade de um “novo ser humano”: através de avanços na educação, na criação, na eugenia e na medicina, “os seres humanos terão como tarefa dominar os seus próprios sentimentos, para elevar os instintos ao pico da consciência, para torná-los transparentemente claros, para conduzir os cabos da vontade abaixo do limiar da consciência e, assim, levar-se a um nível superior, ou seja, a um tipo sociobiológico superior ou, se você quiser “Para criar um sobre-homem”.

## O sobre-homem espiritual em Sri Aurobindo
Na filosofia evolucionista de Sri Aurobindo (1872–1950), os humanos são criaturas de transição nas quais o desenvolvimento não para. Podemos encontrar hoje uma ideia comparável no “discurso" comum nas universidades, onde há vários anos se fala de um “Antropoceno”.  No entanto, Sri Aurobindo considera um grande erro pensar nos seres humanos de uma forma linear no que diz respeito ao desenvolvimento futuro, ou seja, o homem como um ser mental contínuo com habilidades aumentadas, ou mesmo como um mestre dominante.
Pelo contrário, através de uma mudança na consciência, as pessoas deveriam crescer além de si mesmas e do seu pensamento mental e, através de vários estágios intermediários, alcançar uma consciência “supramental” da verdade, que ele também chama de “gnose”. Esta “ascensão” é complementada pelo desenvolvimento psicológico, ou seja, uma conexão intensa ao nível do coração que garante que o novo ser esteja conectado a valores de amor, harmonia, beleza e verdade. Sri Aurobindo acredita que a evolução progredirá inevitavelmente em direcção a esta consciência holística num processo de longo prazo, tendo o homem a oportunidade de acelerar o desenvolvimento individual e colectivo através do yoga integral.
Sri Aurobindo conhecia bem os escritos de Nietzsche e apreciava a abordagem corajosa do filósofo alemão para pensar além dos humanos. Ele atesta que teve algumas intuições brilhantes, mas claramente se distancia de todos os pensamentos que levam na direção de asura, mestre ser humano. Supõe-se que seu Super-Homem seja um ser de amor que, livre de ego, age de acordo com a verdade mais elevada.

## Relação com Kant
Immanuel Kant e Friedrich Nietzsche são dois filósofos fundamentais, mas suas visões sobre o fim último das coisas são bastante contrastantes. Kant é conhecido por sua abordagem deontológica, centrada na moralidade e na razão. Ele acreditava que as ações humanas deveriam ser guiadas por princípios racionais e morais. Kant desenvolveu o conceito de "Imperativo Categórico", que sugere que devemos agir de maneira que possamos universalizar nossas ações sem contradições. Ele via a humanidade como detentora de uma dignidade intrínseca, derivada da capacidade racional. Para Kant, o ser humano é um "fim em si mesmo" e não deve ser usado como meio para atingir outros fins. Ele acreditava que o objetivo final das coisas, incluindo a ética e a moralidade, é promover o bem-estar da humanidade como um todo.
Nietzsche foi um crítico ferrenho da moral tradicional e religiosa, que ele via como limitadora e repressora. Ele propôs uma transvaloração de todos os valores, desafiando concepções convencionais de bem e mal. Nietzsche introduziu o conceito de "vontade de poder", sugerindo que a motivação subjacente a todas as ações humanas é a busca pelo poder e pela superação. Ele via a vida como um constante processo de se tornar mais forte e mais poderoso. Nietzsche propôs a ideia do sobre-homem como uma evolução além das limitações impostas pela moral tradicional. O sobre-homem cria seus próprios valores, supera as normas convencionais e transcende as limitações impostas pela sociedade.
Enquanto Kant enfatiza a importância da razão, moralidade e dignidade humana intrínseca, Nietzsche critica esses conceitos como limitadores e propõe uma superação além do humano convencional. Kant vê a humanidade como um fim em si mesma, enquanto Nietzsche sugere que o sobre-homem é o verdadeiro objetivo, marcado pela busca constante por poder e superação.

## Literatura
- Bentley, Eric (1957). A Century of Hero-Worship: A study of the idea of heroism in Carlyle and Nietzsche, with notes on Wagner, Spengler, Stefan George, and D. H. Lawrence (Second, revised and reset ed.). Boston: Beacon Press.

- Knoll, Manuel (2014) "The Übermensch as Social and Political Task: A Study in the Continuity of Nietzsche’s Political Thought", in: Knoll, Manual and Stocker, Barry (eds.) (2014) Nietzsche as Political Philosopher, Berlin/Boston, pp. 239–266.
- Lampert, Laurence (1986) Nietzsche's Teaching: An Interpretation of Thus Spoke Zarathustra. New Haven: Yale University Press.
- Nietzsche, Friedrich (1885) Thus Spoke Zarathustra
- Nietzsche, Friedrich; Hollingdale, R. J. and Rieu, E.V. (eds.) (1961_ Thus Spoke Zarathustra Penguin Classics: Penguin Publishing (Originally published 1885)
- Rosen, Stanley (1995) The Mask of Enlightenment: Nietzsche's Zarathustra. New York: Cambridge University Press.
- Safranski, Rudiger (2002 Nietzsche: A Philosophical Biography. Translated by Shelley Frisch. New York: W.W. Norton & Co.
- Wilson, Colin (1981) The Outsider. Los Angeles: J.P. Tarcher.